# Музейна (станція метро)
«Музе́йна» — споруджувана станція глибокого закладення Центрально-Заводської лінії Дніпровського метрополітену.
У зв'язку з російським вторгненням в Україну 24 лютого 2022 року будівництво метрополітену у Дніпрі було повністю призупинено, що унеможливлює відкриття 3 нових станцій до 2024 року.

## Розташування
Розташовуватиметься між споруджуваною станцією «Центральна» та проєктованою станцією «Дніпро» поблизу Історичного музею, Національного технічного університету «Дніпровська політехніка».

## Історія
У лютому 2022 року на сайті британського архітектурного бюро «Zaha Hadid Architects» з'явилися візуалізації трьох станцій метрополітену в Дніпрі — «Театральна», «Центральна» й «Музейна». Дизайн розробив голова бюро Патрік Шумахер. Головною архітекторкою проєкту є Євгенія Позігун — одеситка, яка працює в «Zaha Hadid Architects» з 2009 року.

## Плани
Подальше будівництво Центрально-Заводської лінії від станції «Музейна» на сьогодні є дуже сумнівним. Більшість розходяться в думках, куди саме варто вести цю гілку метро. Офіційна версія влади — лінія має пройти від станції «Музейна» до залізничного вокзалу Дніпро-Лоцманська, який має бути пересадковим терміналом для нової системи рейкового автобуса майбутнього проєкту «City Express». Рейковий автобус повинен сполучити передмістя Дніпра з його центром, а потім виходити на спальний район у південно-східній частині міста. Відповідно, жодного будівництва станції «Дніпро» не передбачається.
Інша версія — вести далі лінію через станцію «Дніпро», а потім спрямувати її на південний схід міста, уздовж набережної Перемоги. У міського голови, однак, є й інший варіант: побудувати транспортний вузол для стикування станції «Дніпро», залізниці та міського автотранспорту безпосередньо біля залізничної платформи Проспектна, на самому початку проспекту Дмитра Яворницького, а не на Набережній Перемоги, як це було спочатку. Також можливе будівництво транспортного вузла зі станцією «Дніпро» з її початковим (проєктованим) розташуванням, але поки що все це лише припущення і ясності з будівництвом станції «Дніпро» та її розташуванням досі немає.
Третя версія ґрунтується на плані будівництва метрополітену, затвердженому 1986 року. Цей план також, як і теперішній офіційний, не передбачав виходу лінії на набережну Перемоги, але й не існувало проєкту з будівництвом станції «Південний вокзал» біля вокзалу Дніпро-Лоцманська. Лінія здійснювала б різкий поворот на південь через Вузівський мікрорайон, уздовж проспекту Гагаріна, з виходом і подальшим рухом вздовж Запорізького шосе у бік житлового масиву Тополя.
Четверта версія, яку зараз жартівливо називають «утопією», — розгалуження проєктованої лінії від станції «Музейна» до станції «Дніпро» та станції «Лоцманська» з подальшим їх злиттям у спальному районі, розташованому уздовж набережної в південно-східній частині міста. При цьому одну з розгалужених ділянок лінії передбачається зробити з обмеженим рухом поїздів. Проте, поки що всі ці ідеї виглядають вельми туманними перспективами будівництва Центрально-Заводської лінії.

## Інші варіанти назви
- «Жовтнева»
- «Жовтнева площа»
- «Студентська»
- «Історичний музей»
- «Соборна»

## Фотогалерея

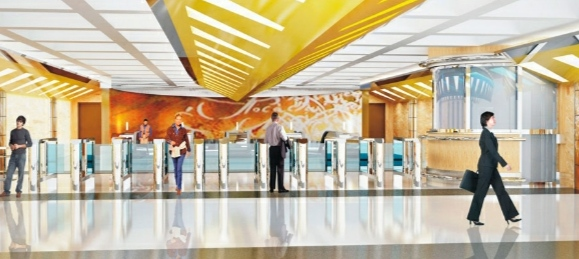
Рендер станції
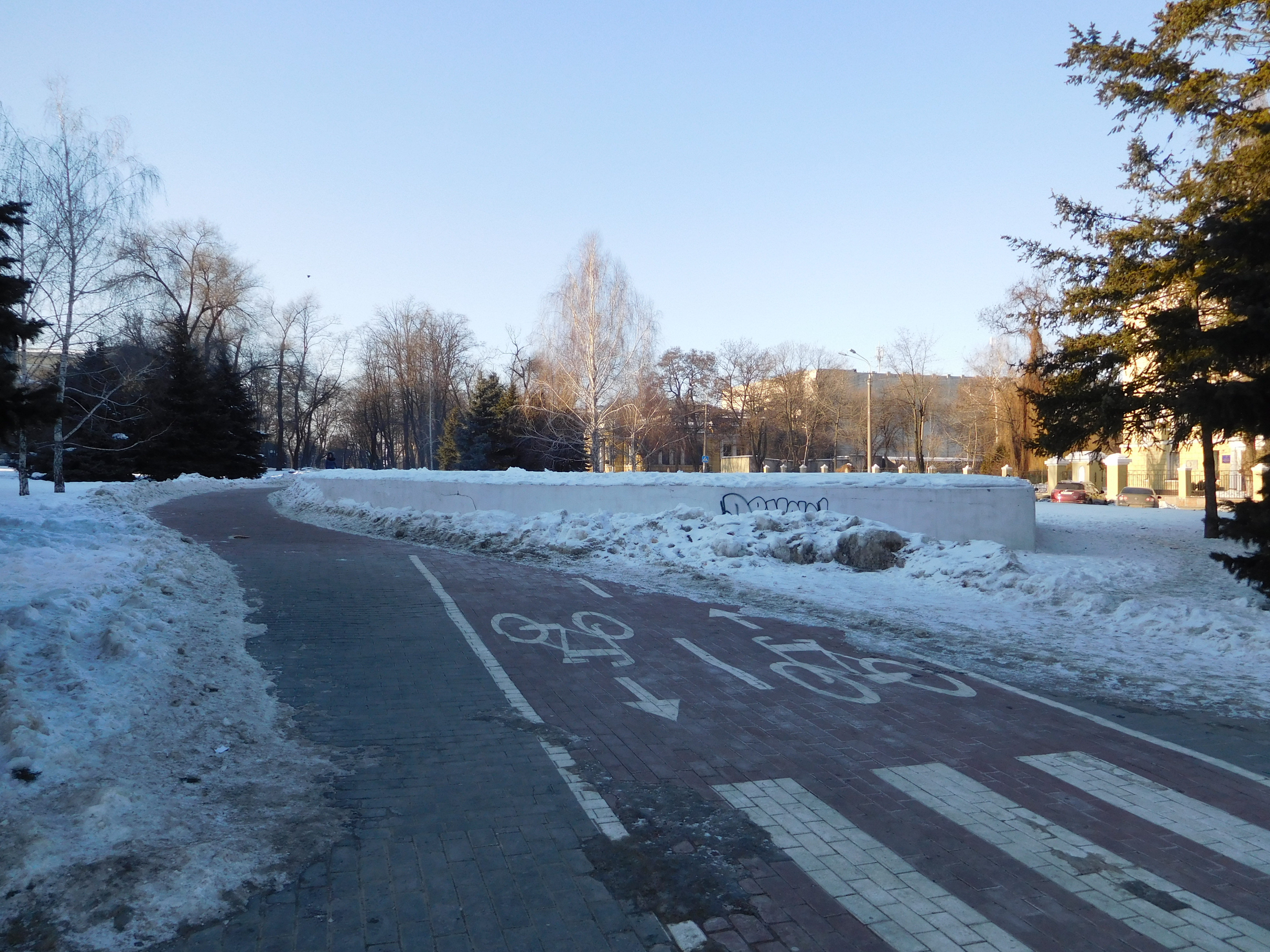
Місце входу на станцію